# 명제세
명제세(明濟世 1885.02.04 - 1964.01.04)는 한국의 독립운동가 겸 정치인이다. 본관은 서촉. 호는 일광(一光). 평안북도 영변군(寧邊郡) 출생이다. 1948년 8월 15일부터 1949년 11월 24일까지 초대 심계원 원장을 지냈다. 1910년 한일합방 이후 광복단에서 활동하다 러시아 블라디보스토크의 외국어학교를 졸업, 만주와 시베리아 각지를 전전하며 항일운동을 하였다. 1919년 3․1운동 때 체포되어 5년간 복역하고 출옥후 불변단을 조직하여 활동했다. 광복 후 건국준비위원회 위원, 대한독립촉성국민회 간부, 초대 심계원장 등을 지냈으며, 50년 6․25전쟁 때 납북되었다가 병사하였다.

## 생애

### 생애 초기 활동
1885년 2월 4일 평안도 영변대도호부 무산방 망일리(現 평안북도 녕변군 봉산면 망일리)의 양반가에서 아버지 명준덕(明峻德, 1863.7.20. ~ 1927.1.15.)[* 일명은 경주(景柱)]과 어머니 진주 정씨(1870.2.26. ~ 1943.9.28.)[* 정원득(鄭元得)의 딸이다.] 사이에서 4남 2녀 중 장남으로 태어났다. 유년기를 조선에서 보내다가 연해주 블라디보스토크에 건너가 외국어학교 중국어과를 3년 만에 졸업하고 귀국한 뒤 1909년 이후부터 민족독립운동에 투신하였다. 남북만주와 시베리아를 내왕하면서 독립운동에 헌신하다 1910년 이후 대한광복단에 입단해 활동하였다.
영변군 봉산면에서 첫번째 부인 수안 이씨 이송백(李松栢, 1881.4.5. ~ 1950.3.10.)[* 이문국(李文國)의 딸이다.]과 결혼하여 장남 명관식(明寬植, 1905.1.11. ~ 1967.7.22.)과 차남 명윤식(明閏植, 1915.8.16. ~ ?)[* 이명은 중식(仲植)], 장녀[* 사위는 김정선(金鼎善)] 등 2남 1녀를 낳았다. 이후 두 번째 부인 남양 홍씨 홍종임(洪鍾壬, 1912.10.24. ~ 1985.1.29.)[* 홍재만(洪在萬)의 딸이다.]과 재혼하여 3남 명대성(明大星, 1934.2.21. ~ ), 차녀 명해성(明海星, 1941.6.8. ~ ), 3녀 명금성(明金星, 1946.11.16. ~ ), 4남 명장성(明長星, 1949.10.29. ~ )[* 감리교 목사로 봉직하여 정년퇴임하였다. 2019년 3월 22일 경기도 구리시에서 열린 '제1회 구리시 국가유공자의 날' 기념행사에 독립유공자 유가족 대표로 참여하였다.
1906년 대한매일신보 평안북도지사장을 지냈다.
1910년 8월 국권이 피탈되자 광복단에 가입, 활약하다가 러시아로 건너갔다. 이후 러시아 블라디보스토크의 외국어학교를 졸업하고, 만주 각지와 시베리아 각지를 전전하며 항일 독립운동을 하였다. 그 뒤 귀국하여 1919년 3․1 만세 운동 때 총독부 일경에 체포되어 5년간 복역하고 출소했다. 출옥하자 1919년 3·1운동 때 귀국하여 손병희·권동진 등과 활동한 후 다시 중국으로 돌아가 상해 임시정부에 참여했다. 이후 조선홍(趙宣弘) 등 30여 명과 함께 톈진에서 불변단(不變團) 등을 조직하여 독립운동을 계속하였다.

### 정치 활동
1945년 8월 광복 직후 여운형의 건국준비위원회에 가담하여 건준 위원이 되었으나 안재홍 등이 건준을 탈퇴할 때 그도 건준을 탈퇴하고, 임정지지 입장을 보였다.
이승만이 귀국하자 대한독립촉성국민회에 참여하여 독촉 간부가 되었다. 1945년 11월 임시정부요인 환국 환영회에 참여하였고 1945년 12월 신탁통치가 결정되자 신탁통치 반대 입장에 섰다. 김구가 모스크바 3상회담에 반발, 강력한 반탁운동을 추진하자 12월 30일 결성된 신탁통치반대 국민총동원위원회 위원이 되었다.
이후 미소공동위원회 참여를 놓고 미소공위에 대한 지지 입장을 보이기도 했다. 이 때문에 김구와 경교장 측과 한때 갈등하기도 했다. 미소공위에 참석한 그는 공위를 지지하지는 않았으나 대화 내용을 듣고 이승만, 김구 등에게 전달하였다. 1947년 1월 26일 경교장에서 열린 반탁독립투쟁회 결성에 참여하고 반탁투쟁회 지도위원의 한사람으로 선출되었다.

### 최후
1948년 4월 김구, 김규식이 남북협상에 참여하자 김구 등과 거리를 두고 5.10 단독 총선거를 지지하였다.
1948년 8월 정부수립에 참여하여 초대 심계원장에 임명되었으나, 8월 20일 민족진영강화위원회 상무위원에 선출되었다. 1950년 6·25전쟁 때 서울에 있다가 인민군에 의해 납북되었다가 1956년 7월 재북평화통일협의회의 집행위원과 상무위원을 지냈다. 이후 북한에서 활동하다 북한에서 병사하였다.
대한민국 정부는 지난 1990년 그에게 건국훈장 독립장을 추서하였다. 북한에서는 재북인사릉에 안치되었다.

### 가족
```
* 
아버지
 명준덕(明峻德) 1863.07.20 ~ 1927.01.15 / 일명 명경주(明景柱)
* 
어머니
 
진주 정씨
 1870.02.26 ~ 1943.09.28) / 정원득(鄭元得)의 딸이다.
 ** 
본인
 
 ** 
첫째 동생
 명제권(明濟權) 1891.09.09 ~ 몰년 미상 / 슬하에 3형제를 둠.
 ** 
둘째 동생
 명제영(明濟英) 1899.02.11 ~ 1966.02.08 / 슬하에 2남 4녀를 둠.
 ** 
셋째 동생
 명제화(明濟化) 1901.03.11 ~ 몰년 미상 / 슬하에 4형제를 둠.
 ** 
여동생
 2명
** 
배우자
 
수안 이씨
 이송백(李松栢) 1881.04.05 ~ 1950.03.10 / 슬하에 2남 1녀를 둠 / 관식(장남), 윤식(차남) / 이문국(李文國)의 딸이다.
 *** 
장남
 명관식(明寬植) 1905.01.11 ~ 1967.07.22
 *** 
차남
 명윤식(明閏植) 1915.08.16 ~ 몰년 미상 / 이명 명중식(明仲植)
 *** 
장녀
 명해성(明海星) 1941.06.08 ~ 생존 / 남편 김정선(金鼎善)
** 
배우자
 
남양 홍씨
 홍종임(洪鍾壬) 1912.10.24 ~ 1985.01.29 / 슬하에 2남 2녀를 둠 / 대성(3남), 해성(차녀), 금성(3녀), 장성(4남) / 홍재만(洪在萬)의 딸이다.
 *** 
3남
 명대성(明大星) 1934.02.21 ~ 생존
 *** 
차녀
 명해성(明海星) 1941.06.08 ~ 생존
 *** 
3녀
 명금성(明金星) 1946.11.16 ~ 생존
 *** 
4남
 명장성(明長星) 1949.10.29 ~ 생존 / 
감리교
 목사로 봉직하여 정년퇴임했다. 2019년 3월 22일 
경기도
 
구리시
에서 열린 '제1회 구리시 국가유공자의 날' 기념행사에 독립유공자 유가족 대표로 참여하였다.
```

### 선대 직계도
```
* 
5대조
 명성구(明聖九, 1811.00.00 ~ 忌 08.14) * 영변군 봉산면 입향
* 
고조부
 명지학(明之鶴, 출생 미상 ~ 1832.08.25)
* 
증조부
 명대린(明大璘, 1799.05.28 ~ 1872.02.03)
* 
조부
 명신홍(明信弘, 1836.11.01 ~ 1902.09.08)
```

## 같이 보기
- 광복단
- 안재홍
- 건국준비위원회
- 대한독립촉성중앙회
- 이승만